# Cronologia das revoltas curdas
Esta é uma lista das revoltas curdas que aconteceram ao longo da história.

## Lista de conflitos
| Data                                                | Revolta                                                | Localização                           | Resultado |
| --------------------------------------------------- | ------------------------------------------------------ | ------------------------------------- | --- |
| 838-841                                             | Revolta dos Yazidi contra os abássidas                 | Califado Abássida                     | Suprimida |
| 1506–1510                                           | Revolta dos Yazidi contra os safávidas                 | Império Safávida                      | Suprimida quando o líder Yazidi, Shír Ṣárim, foi derrotado em uma batalha em que vários oficiais importantes de Ismail I perderam suas vidas. |
| 1609–1610                                           | Batalha de Dimdim                                      | Império Safávida                      | Suprimida |
| 1775                                                | Revolta Bajalan                                        | Império Zand                          | Suprimida |
| 1806–1808                                           | Revolta Baban                                          | Império Otomano                       | Suprimida |
| 1880–1881                                           | Revolta do Xeque Ubeydullah de Nehri contra os Qajars. | Dinastia Qajar                        | Suprimida |
| 1919-1922                                           | Primeira Revolta de Mahmud Barzanji                    | Reino do Iraque                       | Suprimida |
| 1918–1922                                           | Primeira Revolta de Simko Shikak                       | Irã                                   | Suprimida |
| Março a Junho de 1921                               | Rebelião de Koçgiri                                    | Turquia                               | Suprimida |
| Novembro de 1922 - Julho de 1924                    | Segunda Revolta de Mahmud Barzanji                     | Reino do Iraque, Reino do Curdistão   | Criação do Reino do Curdistão. |
| Fevereiro a Março de 1925                           | Rebelião do Xeque Said                                 | Turquia                               | Suprimida |
| 1926                                                | Segunda Revolta de Simko Shikak                        | Irã                                   | Suprimida, Simko Shikak foge para o Mandato Britânico da Mesopotâmia.                                                                         |
| Outubro de 1927 - Setembro de 1930                  | Primeira, segunda e terceira Revolta de Ararate        | República de Ararate, · Turquia       | Suprimida, República de Ararate dissolvida.                                                                                                   |
| 1931–1932                                           | Revolta de Ahmed Barzani                               | Reino do Iraque                       | Suprimida, insurgência de baixo nível continua até 1933, outra revolta por Barzanis irrompe em 1943.                                          |
| 1935                                                | Revolta Yazidi de 1935                                 | Mandato Britânico da Mesopotâmia      | Suprimida |
| Março e Novembro de 1937 Janeiro e Dezembro de 1938 | Rebelião de Dersim                                     | Turquia                               | Suprimida |
| 1941–1944                                           | Revolta de Hama Rashid                                 | Irã                                   | Suprimida, Hama Rashid conduzido para o Iraque.                                                                                               |
| Novembro de 1945 - Dezembro de 1946                 | Crise no Irã de 1946                                   | Irã, · República de Mahabad           | Criação da República de Mahabad apoiada pelos soviéticos, revolta posteriormente suprimida.                                                   |
| 1961-1970                                           | Primeira Guerra Curdo-Iraquiana                        | República do Iraque                   | Impasse, conduziu ao Acordo de Autonomia Curdo-Iraquiano de 1970.                                                                             |
| 1967                                                | Revolta curda no Irã em 1967                           | Irã                                   | Suprimida |
| 1974-1975                                           | Segunda Guerra Curdo-Iraquiana                         | Iraque                                | Suprimida, o governo iraquiano restabelece o controle sobre o Curdistão.                                                                      |
| 1976–1978                                           | Insurgência do PUK                                     | Iraque                                | Indeciso, conduziu à revolta curda de 1983.                                                                                                   |
| 1979                                                | Rebelião curda no Irã em 1979                          | Irão                                  | Suprimida |
| 1983–1985                                           | Revolta curda de 1983-1988                             | Iraque                                | Indeciso, conduziu à Operação Anfal. |
| 1984–presente                                       | Conflito Turquia - PKK                                 | Turquia                               | Apelos de ambos os lados para acabar com o conflito armado; retirada em curso do Partido dos Trabalhadores do Curdistão da Turquia            |
| 1986–1996                                           | Insurgência do KDPI                                    | Governo do Irã                        | Suprimida; Partido Democrático do Curdistão Iraniano anuncia cessar-fogo unilateral em 1996.                                                  |
| Março a Abril de 1991                               | Revoltas no Iraque de 1991                             | Iraque Baathista, Curdistão iraquiano | Vitória; estabelecimento da República Autônoma Curda, também conhecida como Curdistão iraquiano.                                              |
| Março de 2004                                       | Distúrbios em Al-Qamishli em 2004                      | Síria                                 | Suprimida |
| 2004–presente                                       | Conflito Irã–PJAK                                      | Irã                                   | Em curso |
| 2012–presente                                       | Conflito no Curdistão sírio (Guerra Civil Síria)       | Síria                                 | Combatentes curdos assumiram o controle de 365 cidades e vilarejos no Curdistão sírio e 2 distritos em Aleppo até setembro de 2012.           |
| Outubro de 2017                                     | Conflito curdo-iraquiano                               | Iraque                                | Perda do controle de Kirkuk e de outros territórios disputados do norte do Iraque por parte dos curdos para o governo iraquiano.              |